# 386 Siegena
386 Siegena è un asteroide della fascia principale del diametro medio di circa 165,01 km. Scoperto nel 1894, presenta un'orbita caratterizzata da un semiasse maggiore pari a 2,8941017 UA e da un'eccentricità di 0,1729483, inclinata di 20,25597° rispetto all'eclittica.
Il suo nome è dedicato alla città di Siegen, in Vestfalia.